# PeerTube
PeerTube是一個自由、去中心化、互聯的視訊平臺，其使用對等網路，減少單一伺服器的負載，使用Affero通用公共许可证釋出。

## 起源

Sepia，PeerTube的吉祥物

在2015年時，一位名為Chocobozzz的學生因為找不到YouTube的替代品，於是就開始開發可分享視訊的P2P協定。
在2017年時，Framasoft與他聯繫，其有一項名為「Contributopia」的活動，目標是建立集中式平臺（如YouTube、Vimeo或Dailymotion）的替代品。為了支援他和他的作品，特別是在改善設計與使用者體驗等方面，Framesoft雇用了開發者，開發這套軟體。
2018年時，Framasoft在KissKissBankBank發起了群眾募資的活動，並募集到了五萬一千歐元，比原先目標的兩萬歐元的兩倍還多。
PeerTube的第一個測試版本於2018年3月釋出，而第一個穩定版本於2018年10月釋出。截至2018年6月為止，在第一個測試版釋出的短短幾個月後，網路上就出現了使用PeerTube建立的113個實體，總共超過10,000部影片被上傳。

## 技術
PeerTube使用WebTorrent技術，每個伺服器都承載了一個BitTorrent tracker，每個看過特定影片的瀏覽器都會將它重新分享，這讓負載與頻寬可以透過對等網路技術，在伺服器與客戶端間平衡，透過互聯多個獨立的實體來運作。
每個PeerTube伺服器獨立管理，可以存放任意數量的視訊，並與其他伺服器互聯，讓使用者可以用同樣的用户界面，觀看其他實體上的頁面。這種互聯方式可以在統一的平臺上存放大量的視訊，但不必像網路巨頭那樣，需要建構大量的基礎設施。
PeerTube使用了ActivityPub協定，這是万维网联盟的新網路標準，可以去中心化，並與其他服務（如Hubzilla、Mastodon或Diaspora等）相容，建立完整的「生態系」，不必被四大科技公司的平臺鎖定，也可以抵抗審查與DDoS，避免单点故障。

## 外部連結
- 官方网站